# Klave (mätinstrument)

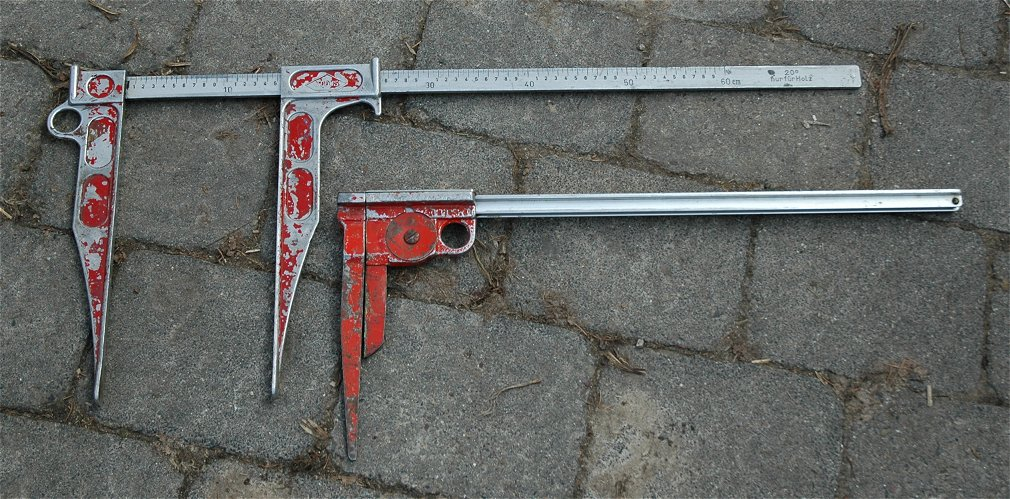
Olika klavar

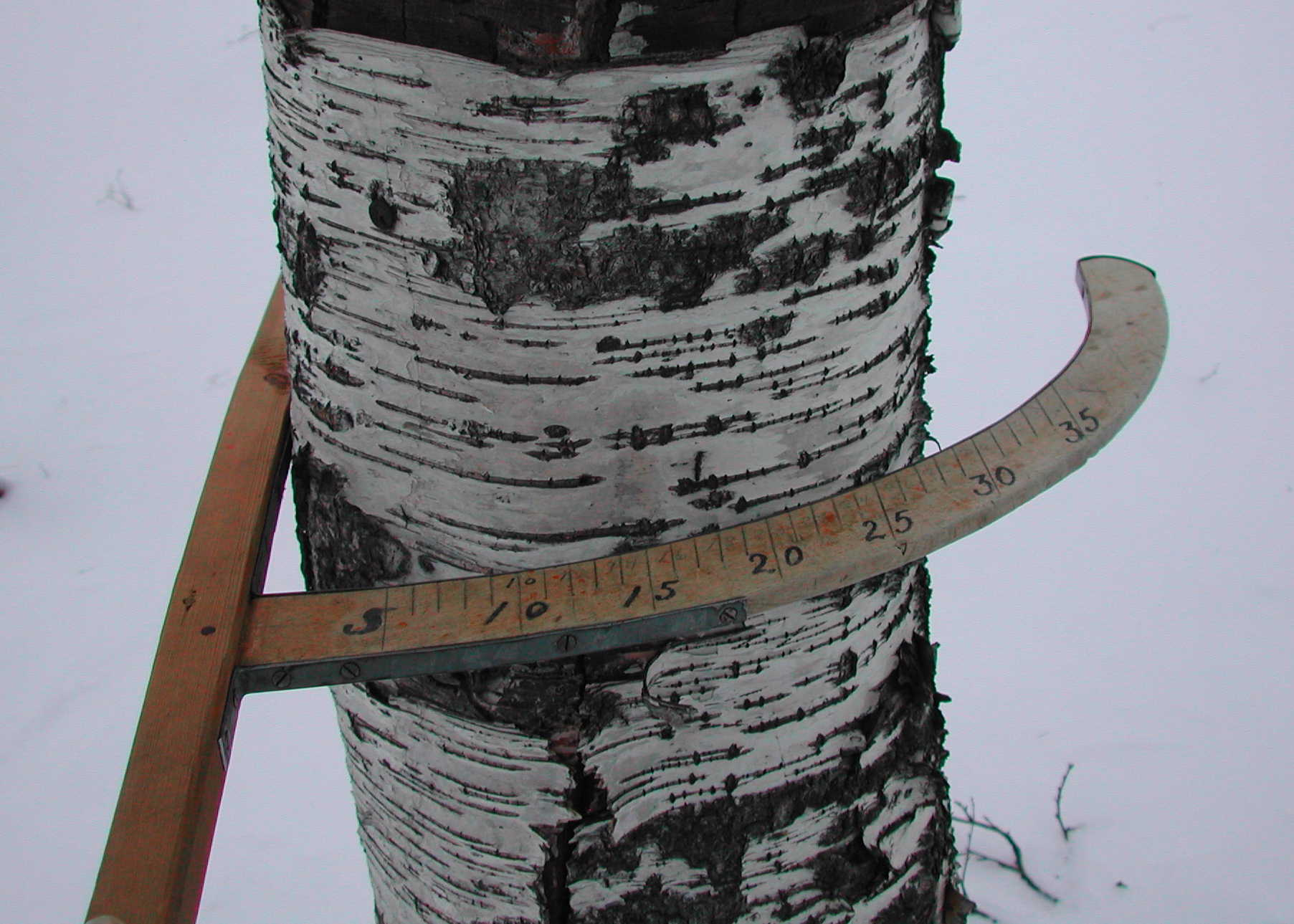
Arvidsjaurklave; enhandsklave

Klave eller Kuberingsklave är ett mätdon inom skogsbruket för att mäta rundvirkes och trädstammars diameter. Redskapet är en typ av skjutmått, fast det är enklare och större än andra skjutmått och gjort i trä eller metall. En vanlig storlek kan mäta 50 centimeter mellan skänklarna.
Klaven är ett oundgängligt instrument i skogsuppskattning, eftersom brösthöjdsdiametern är nödvändig för att kunna bestämma volymen på ett träd. Kännedom om volymen av hela bestånd är i sin tur av mycket stort praktiskt och ekonomiskt värde.
Idag används så kallade dataklavar där den gamla klaven har slagits ihop med en dator som sitter i instrumentet. Datorn klarar av att lagra långa mätserier, göra successiva statistiska beräkningar samt utgöra slumptalsgenerator. Numera är dataklavarna även försedda med knappsatser så att andra variabler än diameter ingår i lagringen och bearbetningen. Koppling till GIS finns möjlighet till, liksom till PC.